# Боуи, Джеймс
Джим Боуи или Буи (англ. James Bowie; 10 апреля 1796 — 6 марта 1836) — американский участник Техасской революции.

## Биография
Уроженец штата Кентукки, Боуи большую часть жизни провёл в Луизиане, зарабатывая на жизнь перепродажей земли и рабов, которых приобретал у Жана Лафита в Гальвестоне.
В 1827 году он получил огнестрельное и ножевое ранения в драке с шерифом прихода Рапидс, которого убил большим ножом со срезанным клинком (т. н. «нож Боуи»).
В 1830 году перебрался в Техас, женился на дочери тамошнего вице-губернатора и принял мексиканское гражданство. Во время вылазки на поиски затерянной шахты Сан-Сабо Боуи и несколько его товарищей отбили нападение большого отряда индейцев, чем снискали славу по всему Техасу.
С началом техасской борьбы за независимость Боуи возглавил местное ополчение в боях за Консепсьон и т. н. «битве за сено» в 1835 году. В 1836 году Боуи руководил защитой миссии Аламо в Сан-Антонио. Все защитники осаждённой крепости погибли в бою. Боуи был прикован к постели болезнью, однако перед смертью, как гласит предание, успел разрядить свои пистолеты в ворвавшихся в его комнату мексиканцев.